# Сесил, Эдуард, виконт Уимблдон
Эдуард Сесил, 1-й виконт Уимблдон (англ. Edward Cecil, 1st Viscount Wimbledon; 29 февраля 1572 — 16 ноября 1638) — английский военный и военно-морской деятель и политик.

## Биография
Был третьим сыном Томаса Сесила, 1-го графа Эксетера.
С 1596 по 1610 год служил в составе английских войск в Нидерландах, в 1599 году был произведён в капитаны. С мая 1600 года служил в кавалерии, которую возглавлял в битве при Ньивпорте. В 1601 году командовал лондонским отрядом, посланным на помощь Остенде, осаждённому испанцами, по возвращении за проявленную храбрость был произведён королевой в рыцари и в том же году был избран депутатом парламента от Элдборо. Весной 1602 года командовал кавалерией в войска принца Морица, участвовал в битве под Брабантом и осаде Грава. 
В 1610 году командовал английским контингентом в 4000 человек во время Войны за клевское наследство. При этом с 1612 года благодаря своей репутации стал доверенным лицом при дворе, где получил известность своим неуживчивым характером и ссорами с различными деятелями. 
В 1624 году был избран депутатом парламента от Дувра.
В октябре 1625 года был назначен главнокомандующим сухопутными и морскими силами, снаряжёнными для экспедиции в Испанию. Страшные потери этой экспедиции под Кадисом вызвали сильное негодование в Англии, но благодаря покровительству Бэкингема не подорвали престижа Сесила при дворе: в ноябре 1625 года был возведён в пэры, в 1627 году вернулся к командованию английскими войсками в Нидерландах. 
Служил лордом-наместником графства Суррей с 1627 по 1638 год и был одновременно губернатором Портсмута с 1630 по 1638 год. 
Известна его работа «Journal of the Expedition upon the Coast of Spain» (Лондон, 1625—1626).